# Obozy Lety i Hodonín

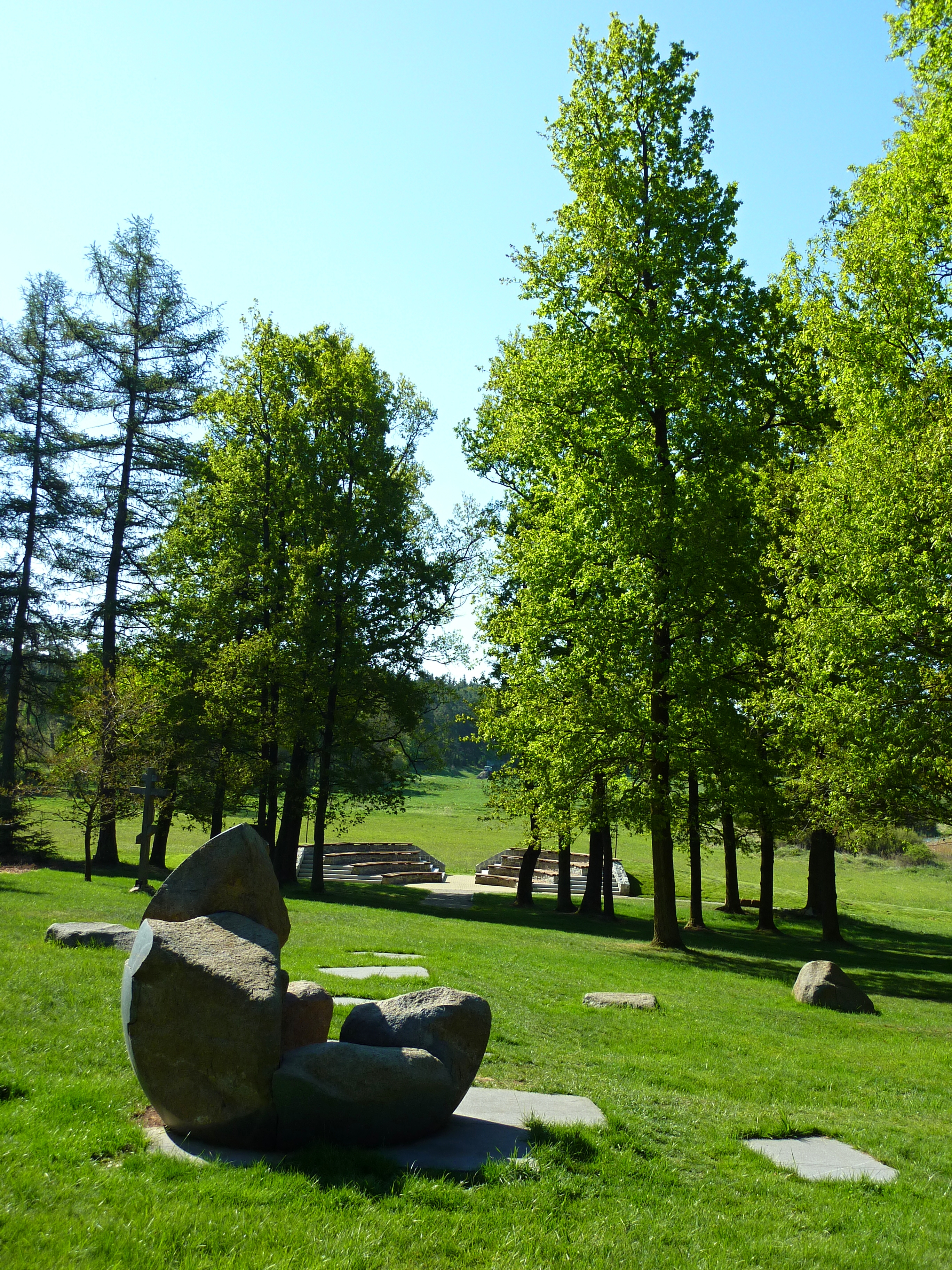
Pomnik w Letach

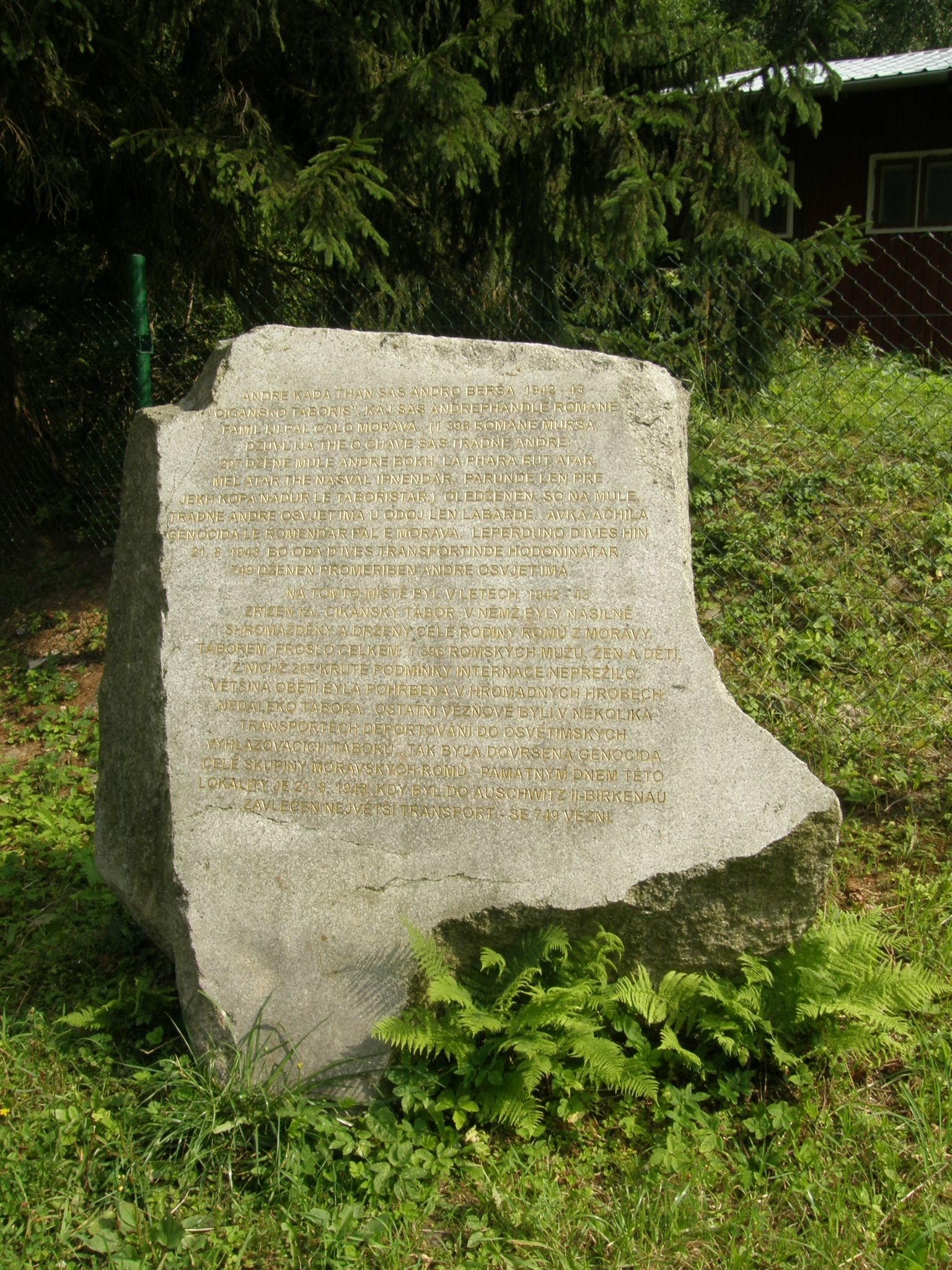
Pomnik w Hodonínie

Obozy koncentracyjne Lety i Hodonín – powstałe na podstawie rządowego dekretu z 2 marca 1939 roku obozy pracy, a następnie obozy przejściowe dla ludności romskiej, funkcjonujące w Drugiej Republice Czechosłowackiej, a następnie Protektoracie Czech i Moraw. Zarządzane przez czeską administrację z nadzorem niemieckim.

## ObózLetykołoPísku
- Komendant: Josef Janovský (mimo oskarżeń o torturowanie więźniów w 1946 uniewinniony)
- Strażnicy: Josef Hajduk (po wojnie oskarżony o torturowanie więźniów, oraz kilkanaście morderstw), Josef Luňáček

Dane
- ok. 1300 więźniów
  - 359 zmarłych

## ObózHodonínkołoKunštátu(też Hodonínek)
- Komendant: Štefan Blahynka (mimo oskarżeń o tortury nie sądzony)

Dane
- ponad 1300 więźniów
  - 207 zmarłych

Uwaga! Dane dla obu obozów tylko z okresu funkcjonowania jako obóz przejściowy do Auschwitz-Birkenau.